# Гулузаде, Вафа Мирзаага оглы
Вафа Мирзаага oглы Гулузаде (азерб. Vəfa Mirzəağa oğlu Quluzadə; 21 декабря 1940, Баку — 1 мая 2015, Баку) — востоковед-арабист, дипломат, политолог, бывший Государственный Советник Азербайджанской Республики по внешним сношениям, президент Фонда политических исследований государств каспийского региона.

## Биография
Родился в Баку.
Отец — Мирзаага Гулузаде, академик Академии Наук Азербайджанской ССР, литературовед, востоковед.
Мать — Ягут Дилбази, писательница, литературовед азербайджанской и турецкой литературы.
- В 1963 году окончил факультет востоковедения Азербайджанского Государственного Университета (ныне Бакинский Государственный Университет).

Работал редактором и ведущим программ на арабском языке бакинского радио.
- В 1962—1964 годах продолжил образование в Институте востоковедения Академии Наук СССР, защитил диссертацию на соискание ученой степени кандидата филологических наук.
- В 1970—1973 годах работал в Египте при посольстве СССР, где прошёл путь от атташе до 2-го секретаря посольства.
- В 1973-м году вернулся в Азербайджан и начал работу в ЦК Компартии Азербайджана, где прошёл путь от инструктора до заведующего отделом культуры. В эти годы окончил Академию Общественных наук при ЦК КПСС.
- С 1987-го по 1990-й — на дипломатической работе в посольстве СССР в Алжире на должности советника.
- В 1990 году принял предложение первого президента Азербайджана Аяза Муталибова занять пост государственного советника по внешнеполитическим вопросам. На этом посту он оставался при двух последующих президентах страны — Абульфазе Эльчибее и Гейдаре Алиеве. До конца 1990 года он входил в состав Совета безопасности Азербайджана.

В 1999 году создал Фонд политических исследований государств каспийского региона. Членами Совета председателей этого Фонда стали Генри Киссинджер, Збигнев Бжезинский и Джеймс Бейкер.
Кроме азербайджанского, В. Гулузаде свободно владел русским, арабским, английским, турецким, и разговорным фарси.
В его досье в МИД СССР записано: «чрезвычайно коммуникабелен, умеет устанавливать доверительные связи с высшими кругами страны пребывания».
Был женат на Лейле Ахмедовой, педагоге музыки, имел дочь и сына, внука и трёх внучек.

## Книги
«Кавказ среди врагов и друзей (статьи, интервью, выступления)». Баку, 2002 г., 231 с. ISBN 2002-2-762422 (ошибоч.) .

## Дополнительная информация
В СМИ фамилия Гулузаде может встречаться в написании Гулизаде или Кулизаде; возможно также написание любого из вариантов с -заде через дефис.

## Интервью
- http://1news.az/politics/20090415124145891.html
- https://web.archive.org/web/20080117114458/http://inosmi.ru/translation/237226.html
- http://karabakh.legal.az/index.php?option=com_content&task=view&id=32&Itemid=29 (недоступная+ссылка)